# Czesław Miłosz
Czesław Miłosz (Kėdainiai, 30 de junho de 1911 — Cracóvia, 14 de agosto de 2004) foi um poeta, romancista e ensaísta de língua polonesa.
Milosz nasceu em família de ascendência polonesa na Lituânia, quando o país ainda pertencia ao Império Russo. Cresceu em Vilna, onde cumpriu parte dos estudos, outra parte na Polônia. Viveu em Paris (1934 a 1937), período em que absorveu as ideias estéticas e políticas dos círculos de vanguarda. Para ele, escrever sempre foi um ato político. Suas primeiras obras preveem a iminência de um cataclismo internacional e o torna líder da escola catastrofista de poesia polonesa.
Durante a Segunda Guerra Mundial, Milosz passou à clandestinidade e combateu as forças de ocupação nazistas em Varsóvia: publicou poemas de resistência, como Canção Invencível. Após o conflito, foi adido cultural do novo governo comunista da Polônia, mas, em 1951, desiludido com o regime, desertou para Paris. Em 1953, publicou A Mente Cativa, uma coletânea de ensaios sobre a submissão dos intelectuais poloneses ao comunismo. Em 1960, o poeta emigrou para os Estados Unidos, onde continuou ponderando sobre a fragilidade, crueldade e a  corruptibilidade humana.
Em reconhecimento por seu pensamento  humanista sobre a liberdade, a consciência e o "poder do totalitarismo sobre corpos e mentes", foi laureado com o Nobel de Literatura de 1980.

## Obras
- The History of Polish Literature (1969)
- Onde o Sol nasce e onde se põe - no original The rising of the sun (1985)

### Ensaios
- A Mente Escravizada - no original  Zniewolony umysl (1953) - ensaios anticomunistas
- A Conquista do Poder (1953);
- A Europa Familiar (1960);
- Na Baía de São Francisco (1972);
- A Terra de Ulro (1977);
- O Jardim das Ciências (1979);

### Romances
- O Vale de Issy (1955)
- A Tomada do Poder